# لکه خرمایی
لکه خرمایی (نام علمی: Pyrenophora tritici-repentis) نام یک گونه از رده دوثیدئومیستس است. به آن سوختگی زرد برگ هم گفته می‌شود.